# Circuit intégré 74808

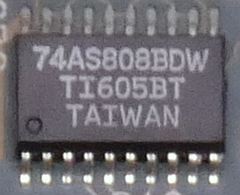
Circuit intégré 74805 (Texas Instruments SN74AS808BDW)

Le circuit intégré 74808 fait partie de la série des circuits intégrés 7400 utilisant la technologie TTL.

Ce circuit est composé de six portes logiques indépendantes ET à deux entrées.